# Thomas L. Schumacher
Thomas L. Schumacher (New York, 7 novembre 1941 – Washington, 15 luglio 2009) è stato un architetto statunitense.
Thomas L. Schumacher si era laureato nel 1966 presso la Cornell University, in seguito aveva studiato storia e teoria dell'architettura con Colin Rowe. 
Ebbe un ruolo determinante nello sviluppo del Contestualismo, insieme a Colin Rowe, e per la sua profonda competenza sull'architettura razionalista italiana.

## Studi e carriera
Dopo aver vinto la borsa di studio del “Prize in Architecture” promossa dall'Accademia Americana di Roma, nel 1967 si era trasferito a Roma, dove rimase fino al 1969, e aveva potuto coltivare la sua passione per la Città Eterna.
In questo periodo aveva avuto modo di approfondire gli studi sulla cultura architettonica italiana fra le due guerre, frequentando archivi importanti che lo avevano condotto a nuove riflessioni sul rapporto fra il monumentalismo razionalista romano e il movimento del “Gruppo Como” e in particolare Giuseppe Terragni.
Tornato a New York nel 1969 aveva lavorato nello studio di Ieoh Ming Pei e presso l'Istitute for Architecture and Urban Studies divenendo nel 1972 professore all'università di Princeton. Nel 1978 passò all'università della Virginia e nel 1984 all'università del Maryland, College Park.

## Opere e scritti
I suoi scritti sono pubblicati su varie riviste fra cui:Oppositions, Casabella, Parametro, Architectural Design.
- Surface and Symbol, Giuseppe Terragni and the Architecture of Italian Rationalism, Princeton, 1991 (tradotto in italiano con il titolo Giuseppe Terragni, 1904-1943, Electa Mondadori, 1992) ISBN 978-88-435-3489-0
- The Danteum: architecture, poetics, and politics under italian Fascism (tradotto in italiano Terragni e il Danteum: 1938, Roma, 1980)
- L'immagine della ragione: la Casa del Fascio di Giuseppe Terragni (1932-1936), Como, 1989 ISBN 88-7185-000-9

## Altre notizie
Dopo la sua morte, avvenuta nel 2009, l'Università del Maryland School of Architecture ha istituito una borsa di studio in suo onore per gli studenti che desiderano studiare a Roma.